# Raid de Tyr
Conflit israélo-libanais de 2006
Batailles
- Bataille de Maroun al-Ras
- Bataille de Bint Jbeil
- Bataille d'Ayta ash-Shab
- Raid de Tyr
- Bataille de Marjayoun

Le Raid de Tyr est une mission menée par l'armée israélienne dans la ville de Tyr au sud du Liban, dans le contexte du conflit israélo-libanais de 2006, dans la nuit du 4 ou 5 août 2006. La cible était un immeuble d’habitation, qui aurait abrité des dirigeants du Hezbollah responsables de tirs de roquette sur Hadera la veille. L'armée israélienne a admis plus tard que l’escouade du Hezbollah retranchée dans l’immeuble avait refusé de se rendre et que les commandants du Hezbollah avaient réussi à s’échapper,. Le Hezbollah a repris les tirs de roquettes depuis le site dans les heures qui ont suivi le raid. 
Mené par un commando du Shayetet 13 avec l'appui aérien rapproché d'hélicoptères de l'armée de l'air, le raid ciblait les cellules du Hezbollah responsables de l'attaque à la roquette sur Hadera le jour précédent. Après s'être infiltré dans la ville par la mer et/ou par les airs, les militaires israéliens menèrent un assaut violent contre un appartement abritant des membres du Hezbollah, tuant quatre d'entre eux. Au cours de son retrait vers une orangeraie où des hélicoptères les attendaient, un accrochage les oppose à des militants du Hezbollah, faisant 5 morts parmi ces derniers. L'opération dura en tout 3 heures.
L’armée libanaise accrocha les hélicoptères ce qui provoqua la riposte des Israéliens, entraînant la destruction d’un M113.
Après l'opération, les forces israéliennes annoncèrent huit blessés dont deux graves dans leur rang et neuf morts parmi les membres du Hezbollah. Les officiels libanais déclarèrent qu'un soldat et quatre civils libanais furent tués dans les combats.